# حزب العمل (مالطا)
حزب العمل (Labour Party) (بالمالطية: Partit Laburista)‏، PL)، المعروف سابقًا باسم حزب العمل في مالطا (Malta Labour Party MLP)، هو أحد الحزبين السياسيين المعاصرين الرئيسيين في مالطا، إلى جانب الحزب الوطني.
تأسس عام 1920 تحت اسم «غرفة العمل» "Chamber of Labour" بواسطة مجموعة صغيرة من النقابيين. شغل العضو البارز، بول بوفا، منصب أول رئيس وزراء لحزب العمل بين عامي 1947 و1950. من الناحية الأيديولوجية، كان الحزب يتجه نحو الاشتراكية الديمقراطية والمواقف اليسارية الأخرى حتى أوائل التسعينيات، إلا أنه تحول منذ ذلك الحين إلى وضع يسار الوسط الاجتماعي الديمقراطي. برنامج الحزب ما زال يذكر أنه حزب ديمقراطي اشتراكي، على الرغم من أنه في ظل حكم جوزيف موسكات، تحول إلى موقف أكثر وسطية، واعتمد سياسات الطريق الثالث. كان الحزب حزبًا متشككًا في أوروبا سابقًا، وهو يحتفظ الآن بمواقف مؤيدة لأوروبا وهو عضو في حزب الاشتراكيين الأوروبيين، وكان سابقًا عضوًا في الاشتراكية الدولية حتى عام 2014.

## هيكل الحزب
الهياكل الحزبية بالحزب هي المؤتمر العام، والسلطة التنفيذية الوطنية، والقائد ونوابه، ومؤتمر الحزب، وإدارة الحزب، والمجموعة البرلمانية، وقسم المستشارين، والإدارات الإقليمية، واللجان المحلية والفروع.
يتكون المؤتمر العام إلى حد كبير من مندوبين من الهياكل التأسيسية الأخرى للحزب وهو أعلى جهاز في الحزب. تضم السلطة التنفيذية الوطنية إدارة الحزب بالإضافة إلى الممثلين المنتخبين للهياكل التأسيسية الأخرى والمنسقين. يتكون مؤتمر الحزب من جميع أعضاء الحزب وينتخب القائد ونائبيه (أحدهما للحزب والآخر للشؤون البرلمانية) ويحدد الخطوط العريضة لسياسة الحزب. تتكون إدارة الحزب من زعيم الحزب ونواب القادة ومسؤولي الحزب. تجمع المجموعة البرلمانية وقسم المستشارين ممثلي الحزب المنتخبين في البرلمان والمجالس المحلية.

### وسائل إعلام الحزب
يمتلك الحزب عددًا من وسائل الإعلام ووسائل الاتصال. حيث يمتلك بشكل مباشر صحيفة Kullħadd الأسبوعية التي تصدر يوم الأحد، ويمتلك الحزب من خلال شركته القابضة One Productions محطة التلفزيون One وخدمة الراديو One Radio.

## التاريخ

### التأسيس، السنوات الأولى والحكومة الأولى (1921-1949)
تأسس حزب العمل باسم غرفة العمل (بالإيطالية: Camera del Lavoro)‏ في عام 1921، وقام بتأسيسه أحد الفروع النقابية التابعة لاتحاد عمال الحكومة الإمبراطورية. وُجهت الدعوة للمنظمات الأخرى لإرسال مندوبين إلى الاجتماع التأسيسي للحزب في 15 مارس 1921.

شعار حزب العمل الأصلي، ظل قيد الاستخدام حتى عام 1933

بقيادة العقيد وليام سافونا خاض الحزب الانتخابات العامة التي أجريت في عامي 1921 و1924 بموجب الدستور الجديد الذي أعطى البلاد قدراً من الحكم الذاتي. فاز التحالف الدستوري العمالي بالانتخابات العامة لعام 1927، لكن حزب العمل خسر قوته، وحصل على 13.9٪ من الأصوات، وثلاثة مقاعد في الجمعية التشريعية ولم يكن له تمثيل في  مجلس الشيوخ. أصبح ستريكلاند رئيسًا للوزراء. ولم يجري انتخاب زعيم حزب العمل سافونا، وعهدت قيادة الكتلة البرلمانية لحزب العمل مؤقتًا إلى العقيد مايكل دوندون. تولى بول بوفا رئاسة الحزب وقيادة المجموعة البرلمانية في وقت لاحق من ذلك العام.
حصل حزب العمل على تسعة مقاعد من أصل عشرة في الانتخابات التي أجريت خلال نوفمبر 1945، والتي -على عكس الانتخابات السابقة- كان يحق لجميع الرجال الذين تزيد أعمارهم عن 21 عامًا التصويت فيها. ولأول مرة لم يُشر البرنامج الانتخابي للحزب إلى الدين. كانت الاتحاد العام للعمال يدعم حكومة بوفا، وقد نفذت عددًا من الإصلاحات، مثل إلغاء مجلس الشيوخ، وإلغاء التعددية في الأصوات، فضلاً عن إدخال حق المرأة في التصويت. ومع ذلك، استقال نواب حزب العمل من مناصبهم في يوليو 1946 بسبب التسريح الجماعي لعمال أحواض بناء السفن. في ذلك الوقت، جرى تقديم "دستور ماكمايكل MacMichael Constitution"، ومنح الحكم الذاتي للمالطيين. وحظيت مشاركة حزب العمل في انتخابات أكتوبر 1947 اللاحقة بدعم الاتحاد العمالي العام مرة أخرى. وحصل الحزب على 59.9٪ من الأصوات و24 مقعدًا من أصل 40 مقعدًا في المجلس التشريعي. وأصبح بول بوفا رئيسًا للوزراء بينما أصبح دوم مينتوف نائبًا لرئيس الوزراء ووزيرًا لإعادة الإعمار. أدخلت حكومة العمل ضريبة الدخل والخدمات الاجتماعية لأول مرة في مالطا.

### إعادة التأسيس والعودة إلى الحكم (1949–1958)

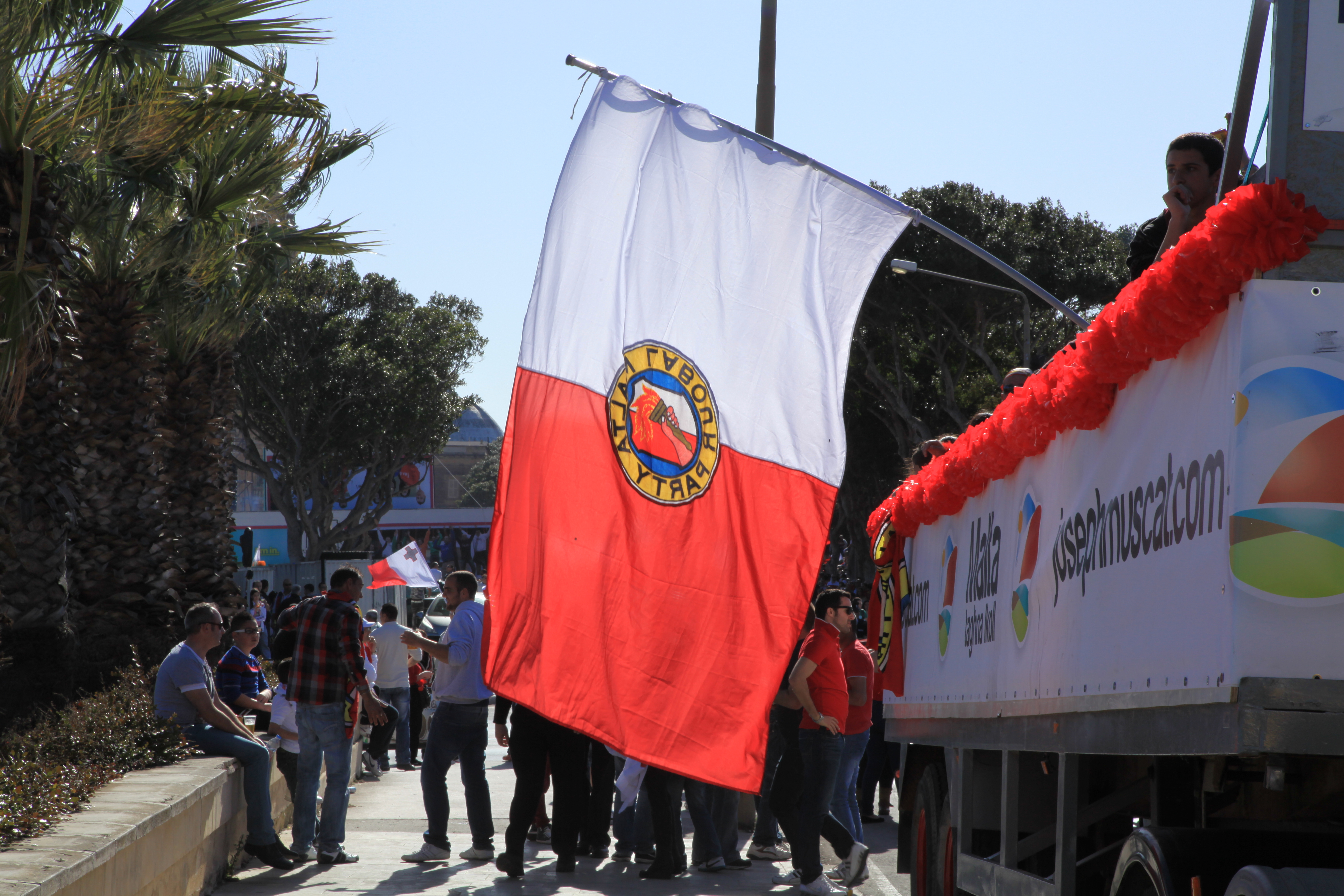
شعار MLP المعتمد في عام 1949. جرى تغيير الشعار في عام 2008 ولكنه لا يزال شائعًا في اجتماعات ومناسبات حزب العمل.

أعيد تأسيس حزب العمل عام 1949. استقال بول بوفا، زعيم حزب العمل ورئيس الوزراء منذ عام 1947، وترك الحزب بسبب خلافات خطيرة مع نائبه دوم مينتوف مما أدى إلى سلسلة من الأزمات الوزارية. شكل بوفا حزب العمال في مالطا (Malta Workers Party MWP) بينما أعاد مينتوف تنظيم حزب العمل باسم «حزب العمل في مالطا».
خاض "حزب العمل في مالطا" انتخاباته الأولى للجمعية التشريعية في مالطا في العام التالي. انقسم تصويت حزب العمل القديم بالتساوي بين "حزب العمل في مالطا وحزب العمال في مالطا، حيث حصل كل منهما على أحد عشر عضوا. سمح ذلك للحزب الوطني بالحصول على ميزة طفيفة في تشكيل الحكومة بالتحالف مع حزب العمال. لكن الحكومة لم تدم طويلا. ونُظم انتخابين أخريين في عامي 1951 و1953 (وهي المرة الأخيرة التي حكم فيها ائتلاف في مالطا) وشهد كلاهما ائتلافات قصيرة العمر بين الحزب الوطني وحزب العمال، وتراجعت حصة الأصوات المؤيدة لحزب العمال مع زيادة الدعم لحزب العمل.
وفي النهاية، تفكك حزب العمال، وشكل حزب العمل حكومة لأول مرة في عام 1955. هيمنت قضية الاندماج مع المملكة المتحدة على هذه الهيئة التشريعية. فالحزب الذي بدأ حياته كحزب مناهض للاستعمار بشعار «التكامل أو تقرير المصير» صار يميل نحو الشق الأول من الشعار. جرى استفتاء عام 1956، ولكن نظرًا لمعارضة الحزب الوطني والكنيسة الكاثوليكية، كانت النتيجة غير حاسمة. أدى هذا، إلى جانب عدد من عمليات فصل العمال في حوض بناء السفن البحري، إلى استقالة مينتوف ودعوته للاحتجاجات الحاشدة في أبريل 1958.

### في المعارضة (1958-1971)
أعاد الحاكم تأسيس الحكومة الاستعمارية المباشرة التي استمرت حتى عام 1962. وخلال ذلك، وضعت علاقات حزب العمل المالطي مع الحركات المستقلة والاشتراكية في العالم الثالث الحزب في مسار تصادمي مع الكنيسة الكاثوليكية المالطية، التي اعتبرها الحزب مؤيدة لبريطانيا وسبب فشل مشروع التكامل. أدى ذلك إلى صدور منع كنسي لقيادة الحزب من عام 1961 إلى عام 1964، حيث اعتُبرت قراءة صحف الحزب والإعلان عنها وتوزيعها إثمًا مميتًا!! أدى ذلك إلى هزيمة الحزب في صناديق الاقتراع في انتخابات عام 1962، وكذلك الانقسام وإنشاء حزب العمال المسيحي Christian Workers' Party. لم يجري التصالح مع الكنيسة حتى عام 1969 وهو الوقت الذي تفكك فيه حزب العمال المسيحي.
شارك حزب العمل في محادثات الاستقلال لكنه اختلف مع ما عُرض في المحادثات، مما تسبب في عدم مشاركته في احتفالات الاستقلال عندما تحقق الاستقلال بالفعل في عام 1964. حقق الحزب مكاسب قوية في انتخابات عام 1966 رغم أنها لم تكن كافية لوصوله للسلطة.
حدث انقسام غير مهم في عام 1969 عندما تأسس الحزب الشيوعي في مالطا Communist Party of Malta. حدث هذا الانقسام نتيجة الهدنة بين حزب العمل في مالطا والسلطات الكاثوليكية المحلية. ومنذ ذلك الحين، خاض الحزب الشيوعي انتخابات عام 1987 فقط.

### ما بعد الاستقلال -حكومات مينتوف (1971-1984)
فاز حزب العمل بالانتخابات العامة لعام 1971 وشرع على الفور في إعادة التفاوض بشأن الاتفاقات العسكرية والمالية مع المملكة المتحدة بعد الاستقلال. كما نفذت الحكومة برامج تأميم على النمط الاشتراكي، وخطط بديلة للواردات، وتوسيع القطاع العام والعمل على إيجاد دولة الرفاهية. جرى تنقيح قوانين العمل مع إدخال المساواة بين الجنسين في الأجور. وفي القانون المدني، سُمح بالزواج المدني (غير الديني) وجرى إلغاء تجريم المثلية الجنسية والزنا. ثم من خلال مجموعة من الإصلاحات الدستورية المتفق عليها مع حزب المعارضة، أصبحت مالطا جمهورية في عام 1974.
أُعيد انتخاب حزب العمل في انتخابات 1976. وفي عام 1981، تمكن الحزب من الاحتفاظ بأغلبية برلمانية، على الرغم من حصول الحزب الوطني المعارض على الأغلبية المطلقة بأكثر من 4000 صوت. نشبت أزمة سياسية خطيرة عندما رفض نواب الحزب الوطني قبول نتيجة الانتخابات ورفضوا أيضًا شغل مقاعدهم في البرلمان للسنوات الأولى من المجلس التشريعي. ووصف رئيس الوزراء دوم مينتوف هذا الإجراء بأنه «منحرف» لكنه لم يكن غير مألوف في أي ديمقراطية برلمانية عند التنازع على نتائج الانتخابات. ولذلك اقترح مينتوف على مجموعته البرلمانية إجراء انتخابات جديدة، لكن معظم أعضاء مجموعته البرلمانية رفضوا اقتراحه. استقال مينتوف طواعية من منصب رئيس الوزراء وزعيم الحزب في عام 1984 (على الرغم من احتفاظه بمقعده البرلماني). عين المؤتمر العام للحزب في نفس العام كارمينو ميفسود بونيسي زعيمًا للحزب.

### حقبة ما بعد مينتوف (1984-1992)

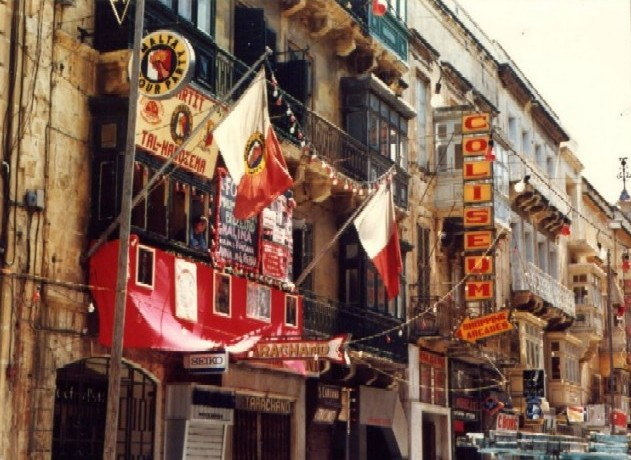
نادي حزب العمل المالطي في شارع الجمهورية، فاليتا عام 1985.

اتسمت سنوات ميفسود بونيشي بالتوترات السياسية والعنف. وجرى التصويت على تعديلات دستورية دخلت حيز التنفيذ في يناير 1987، تضمن منح الحزب الذي يتمتع بالأغلبية المطلقة للأصوات أغلبية المقاعد البرلمانية من أجل الحكم. مهد هذا الطريق لعودة الحزب الوطني إلى الحكم في وقت لاحق من ذلك العام.
كان أداء حزب العمل سيئًا للغاية في الانتخابات التالية في عام 1992، حيث خسر ما يقرب من 13000 صوت. واستقال ميفسود بونيشي بسبب تدهور الحالة الصحية، وفي 26 مارس انتخب حزب العمل ألفريد سانت زعيمًا جديدًا للحزب.

### قيادة سانت والتحديث (1992-2008)
قام سانت بتحديث الحزب، ففاز الحزب في انتخابات عام 1996. وأجرى سانت عدة تغييرات في الحزب. وافتتح الحزب المقر الجديد في همرون Hamrun بدلا من ماسينا القديمة في كوتونيرا. كما اتخذ الحزب خطوات كبيرة في وسائل الإعلام فصار أول حزب سياسي مالطي يمتلك محطاته الإذاعية والتلفزيونية.
تمكن سانت من الفوز بشكل مريح في انتخابات عام 1996 التي أجريت في 26 أكتوبر بأكثر من 8000 صوت عن الحزب الوطني. واستُخدمت التعديلات الدستورية لعام 1987، التي ضمنت المقاعد الإضافية اللازمة، للمرة الثانية. وقد استُخدم هذا التعديل نفسه للمرة الثالثة في عام 2008.
كانت المشاكل تزداد. فقد بدأ مينتوف، لأسباب غير معروفة، في خلق مشاكل في البرلمان (الذي يحظى فيه حزب العمل بأغلبية مقعد واحد). وفي صيف عام 1998، خسر حزب العمل التصويت على مشروع الواجهة البحرية لـ كوتونيرا المُقترح بسبب تراجع مينتوف عن تأييد الحزب في ذلك. اعتبر رئيس الوزراء سانت هذا تصويتًا بحجب الثقة عن حكومته وأبلغ رئيس الجمهورية آنذاك أنه لم يعد يتمتع بأغلبية برلمانية نتيجة لذلك. طلب الرئيس في مناسبات مختلفة من رئيس الوزراء ألفريد سانت محاولة إيجاد حل للأزمة السياسية التي نشأت، ولكن عندما ثبت عدم جدوى كل المحاولات، لم يكن أمامه خيار آخر سوى قبول استقالة سانت وحكومته والدعوة لإجراء انتخابات مبكرة، التي عقدت في 5 سبتمبر 1998. وهُزم حزب العمل بفارق كبير بلغ 13000 صوت.
بالعودة إلى صفوف المعارضة، شن الحزب حملته الانتخابية دون جدوى ضد عضوية الاتحاد الأوروبي، وخسر معسكر «لا» في الاستفتاء على دخول مالطا في الاتحاد الأوروبي في 8 مارس، وخسر مرة أخرى في الانتخابات العامة بعد شهر في 14 أبريل 2003 بهامش 12000 صوت. فاستقال سانت لكنه ترشح مرة أخرى لزعامة الحزب، حيث أعيد انتخابه بأكثر من 65٪ من الأصوات.
في يونيو 2004، نجح الحزب في الحصول على أغلبية نسبية من الأصوات في الانتخابات التي أجريت لانتخاب أول خمسة أعضاء في البرلمان الأوروبي من مالطا. انتخب الحزب 3 من مرشحيه هم: جوزيف موسكات (حل محله فيما بعد جلين بيدينجفيلد) وجون أتارد مونتالتو ولويس جريتش.
في عام 2008 خسر حزب العمل للمرة الثالثة على التوالي في الانتخابات العامة لعام 2008، وحصل على 48.79٪ من الأصوات وخسر لصالح الحزب الوطني بفارق 1580 صوتًا فقط أو 0.5٪. وبعد خسارة الانتخابات، استقال سانت من زعامة الحزب في 10 مارس 2008.

### قيادة موسكات (2008-2020)

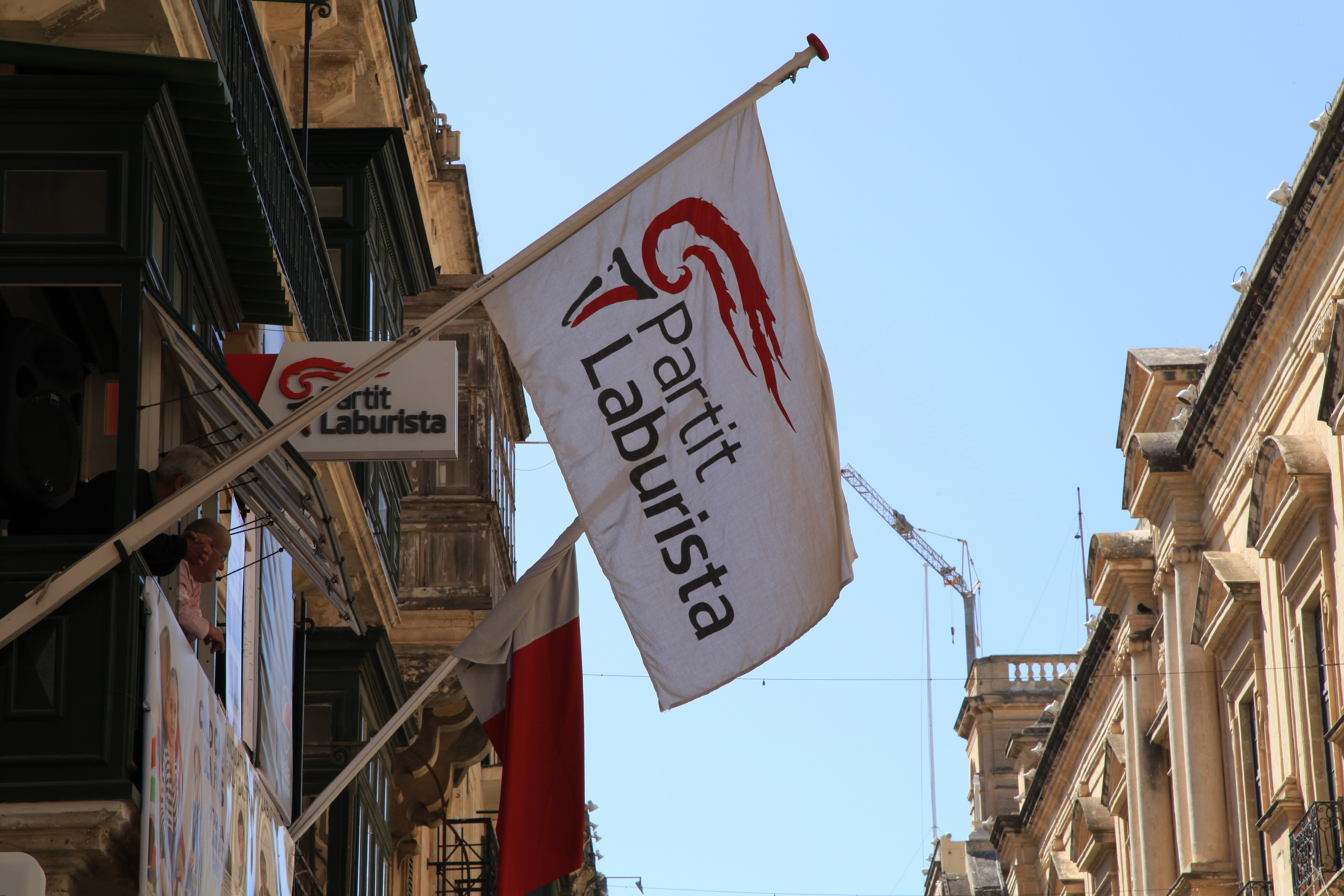
العلم الجديد لحزب العمل.

عقدت الجولة الأولى من انتخاب زعيم جديد للحزب في 5 يونيو 2008. وتنافس خمسة أعضاء في هذه الانتخابات هم: جورج أبيلا (نائب زعيم سابق)، إيفاريست بارتولو (نائب ووزير سابق)، ماري لويز كوليرو بريكا (نائبة وأمين عام سابق للحزب)، مايكل فالزون (نائب ونائب رئيس الحزب) وجوزيف موسكات (عضو في البرلمان الأوروبي). في الجولة الأولى، لم يحصل أي من المرشحين على 50٪ + 1، وهي الأغلبية التي تسمح بالفوز. لذلك كان لا بد من إجراء انتخابات تمهيدية في 6 يونيو بين أكبر اثنين من المرشحين الذين حصلوا على أكبر عدد من الأصوات، وهما جورج أبيلا وجوزيف موسكات. وانتُخبت موسكات زعيماً لحزب العمل بحصوله على 66.36٪ من إجمالي الأصوات. وجرى اختياره في البرلمان وعُين زعيمًا للمعارضة في 1 أكتوبر.
خلال المؤتمر العام غير العادي للحزب، الذي عقد في نوفمبر 2008، تقرر أن الاسم الرسمي للحزب سيكون بارتيت لابوريستا Partit Laburista وليس الاسم الإنجليزي السابق، حزب العمل في مالطا Malta Labour Party. وجرى تغيير الشعار السابق، على الرغم من الاحتفاظ برمز الشعلة.
في يونيو 2009، حصل الحزب على 55% من أصوات التفضيل الأولى في انتخابات البرلمان الأوروبي، وانتخب 3 أعضاء في البرلمان الأوروبي مع التحالف التقدمي للاشتراكيين والديمقراطيين. أدت هذه النتيجة إلى حصول حزب العمل على عضو رابع عندما دخلت معاهدة لشبونة حيز التنفيذ وزاد عدد المقاعد المخصصة لمالطا من خمسة إلى ستة.
تمكن موسكات من الفوز بشكل مريح في انتخابات 2013 التي أجريت في 9 مارس بأكثر من 35000 صوت عن الحزب الوطني. وحصل حزب العمل على 55٪ من الأصوات.
في انتخابات البرلمان الأوروبي 2014، احتفظ حزب العمل بأغلبية 34000 صوت (53 ٪)، لكنه خسر مقعده الرابع لصالح مرشح الحزب الوطني تيريز كوموديني كاشيا.
في عام 2015، شُطب الحزب من الاشتراكية الدولية لعدم دفع رسوم العضوية.
في عام 2017، أعيد انتخاب جوزيف موسكات خلال الانتخابات العامة، حيث ظهر فوز حزب العمل بانتصار واضح للمرة الثانية على التوالي، بعد ساعة فقط من بدء فرز الأصوات.
تحت قيادة موسكات، جرى القضاء على العجز الوطني في مالطا، وانخفض معدل البطالة إلى أدنى مستوياته التاريخية، وحدثت فترة غير مسبوقة من النمو الاقتصادي. ومع ذلك، فقد تعرض لانتقادات من قبل شخصيات على كلا الجانبين من الطيف السياسي، متهمينه بالانتهازية السياسية، وعدم تنفيذ الوعود حول الجدارة والبيئة، فضلاً عن مزاعم الفساد. في 1 ديسمبر 2019، أعلن موسكات استقالته، وقد استقال بالفعل بعد 12 يناير 2020، بسبب احتجاجات 2019 الناجمة عن مقتل الصحفية المناهضة للفساد والناقدة لأداء الحكومة دافني كاروانا غاليزيا. واتُهم موسكات بعرقلة التحقيق. جرى انتخاب روبرت أبيلا ليحل محله، وقد وعد بالاستمرار في السياسات السابقة التي اتبعها الحزب.

### قيادة أبيلا (2020 إلى الآن)
نظرًا لأن الحزب كان يتمتع بأغلبية برلمانية وقت استقالة موسكات، أصبح روبرت أبيلا رئيسًا للوزراء بعد ذلك مباشرة في 13 يناير 2020. جرى الاعتراف به كمرشح «الاستمرارية» بدلاً من كريس فيرن، مؤكداً على الاستقرار والوحدة، على عكس التغييرات الأكثر جرأة التي دعا إليها فيرن.
يعتبر أبيلا متوافقًا مع قيم حزب العمل التقليدية، مثل الإسكان الاجتماعي والأدوية المجانية لكبار السن.
في مارس 2020، سجلت مالطا أول حالة إصابة بفيروس COVID-19. وكان أبيلا مترددًا في البداية في إغلاق المطار ومنافذ البيع بالتجزئة والمدارس، لكنه شعر بأنه مضطر للقيام بذلك بعد بضعة أيام مع تصاعد الضغط العام.
في أبريل 2020، دعا رئيس الوزراء أبيلا إلى «الوحدة الوطنية» على قناة TVM، وهي محطة البث التلفزيوني الوطني في البلاد..
في نوفمبر 2020، صرح أبيلا أن «الحزب سيواصل إعادة تحديث نفسه بإدخال المزيد من الشباب والنساء في قلب عملية صنع القرار فيه».
في 18 فبراير 2021، أعلن أبيلا عن خطط لإصدار قانون من شأنه إنهاء اعتقالات الشرطة لمن يمتلكون كمية صغيرة من الحشيش للاستخدام الشخصي. وجرى تمرير هذا القانون في ديسمبر 2021، وأصبحت مالطا أول دولة في الاتحاد الأوروبي تسمح بتقنين الحشيش.
وُجهت انتقادت لقيادة أبيلا بعدد من القرارات التي وضعها منذ تعيينه، والتي اعتُبرت غير ديمقراطية.

## التاريخ الانتخابي

### مجلس النواب
| عام  | القائد                 | الأصوات | %     | المقاعد | +/–  | الترتيب | الحالة |
| ---- | ---------------------- | ------- | ----- | ------- | ---- | ------- | ------ |
| 1921 | William Savona         | 4,742   | 23.2  | 7 / 32  | ▲ 7  | ▲ 3rd   | معارضة |
| 1924 | William Savona         | 4,632   | 19.2  | 7 / 32  |      | 3rd     | معارضة |
| 1927 | William Savona         | 5,011   | 14.5  | 3 / 32  | ▼ 4  | 3rd     | تحالف  |
| 1932 | Paul Boffa             | 4,138   | 8.6   | 1 / 32  | ▼ 2  | 3rd     | معارضة |
| 1939 | Paul Boffa             | 3,100   | 8.8   | 1 / 10  |      | 3rd     | معارضة |
| 1945 | Paul Boffa             | 19,071  | 76.2  | 9 / 10  | ▲ 8  | ▲ 1st   | أغلبية |
| 1947 | Paul Boffa             | 63,145  | 59.9  | 24 / 40 | ▲ 15 | 1st     | أغلبية |
| 1950 | دوم منتوف              | 30,332  | 28.6  | 11 / 40 | ▼ 13 | ▼ 2nd   | معارضة |
| 1951 | دوم منتوف              | 40,208  | 35.7  | 14 / 40 | ▲ 3  | 2nd     | معارضة |
| 1953 | دوم منتوف              | 52,771  | 44.6  | 19 / 40 | ▲ 5  | ▲ 1st   | معارضة |
| 1955 | دوم منتوف              | 68,447  | 56.7  | 23 / 40 | ▲ 4  | 1st     | أغلبية |
| 1962 | دوم منتوف              | 50,974  | 33.8  | 16 / 50 | ▼ 7  | ▼ 2nd   | معارضة |
| 1966 | دوم منتوف              | 61,774  | 43.1  | 22 / 50 | ▲ 6  | 2nd     | معارضة |
| 1971 | دوم منتوف              | 85,448  | 50.8  | 28 / 55 | ▲ 6  | ▲ 1st   | أغلبية |
| 1976 | دوم منتوف              | 105,854 | 51.5  | 34 / 65 | ▲ 6  | 1st     | أغلبية |
| 1981 | دوم منتوف              | 109,990 | 49.1  | 34 / 65 |      | 1st     | أغلبية |
| 1987 | Karmenu Mifsud Bonnici | 114,936 | 48.9  | 34 / 69 |      | ▼ 2nd   | معارضة |
| 1992 | Karmenu Mifsud Bonnici | 114,911 | 46.5  | 31 / 65 | ▼ 3  | 2nd     | معارضة |
| 1996 | ألفريد سانت            | 132,497 | 50.7  | 35 / 69 | ▲ 4  | ▲ 1st   | أغلبية |
| 1998 | ألفريد سانت            | 124,220 | 47.0  | 30 / 65 | ▼ 5  | ▼ 2nd   | معارضة |
| 2003 | ألفريد سانت            | 134,092 | 47.5  | 30 / 65 |      | 2nd     | معارضة |
| 2008 | ألفريد سانت            | 141,888 | 48.8  | 34 / 69 | ▲ 4  | 2nd     | معارضة |
| 2013 | جوزيف موسكات           | 167,533 | 54.8  | 39 / 69 | ▲ 5  | ▲ 1st   | أغلبية |
| 2017 | جوزيف موسكات           | 170,976 | 55.0  | 37 / 67 | ▼ 2  | 1st     | أغلبية |
| 2022 | روبرت أبيلا            | 162.707 | 55.42 | 38 / 67 | ▲ 1  | 1st     | أغلبية |

### البرلمان الأوروبي
| انتخاب | قائد         | الأصوات | ٪    | مقاعد | +/–       | مرتبة         |
| ------ | ------------ | ------- | ---- | ----- | --------- | ------------- |
| 2004   | ألفريد سانت  | 118983  | 48.4 | 3 / 5 | ▲</img> 3 | ▲</img> الأول |
| 2009   | جوزيف موسكات | 135917  | 54.8 | 4 / 6 | ▲</img> 1 | </img> الأول  |
| 2014   | جوزيف موسكات | 134462  | 53.3 | 3 / 6 | ▼</img> 1 | </img> الأول  |
| 2019   | جوزيف موسكات | 141,267 | 54.3 | 4 / 6 | ▲</img> 1 | </img> الأول  |

## قيادة الحزب

### قادة حزب العمل
انظر قائمة قادة حزب العمل في مالطا

### نواب قادة حزب العمل في مجلس النواب المالطي منذ عام 1920
- ب. بوجيلي 1920-1925
- مايكل دوندون 1925-1929
- 1929-1947
- دوم مينتوف 1947-1949
- جوزيف فلوريس 1949-1955
- Ġużè Ellul Mercer 1955–1961
- أنطون بوتيجيج 1961-1976
- أجاثا باربرا 1976-1981
- ويستين أبيلا 1981-1982
- كارمينو ميفسود بونيسي 1982-1984
- جوز كاسار 1984-1987
- جوزيف برينكات 1987-1992
- جورج ويليام فيلا 1992-2003
- تشارلز مانجيون 2003-2008
- أنجيلو فاروجيا 2008-2012
- لويس جريتش 2012-2017
- كريس فيرن 2017 حتى الآن

### نواب قادة شؤون حزب العمل منذ عام 1976
- جوزيف برينكات 1976-1980
- كارمينو ميفسود بونيسي 1980-1983
- جوز كاسار 1983-1987
- جو ديبونو جريتش 1987-1992
- جورج أبيلا 1992-1998
- جوزيف برينكات 1998-2003
- مايكل فالزون 2003-2008
- توني أبيلا 2008-2016
- كونراد ميزي 2016
- كريس كاردونا 2016-2020
- دانيال خوسيه ميكاليف 2020 إلى الوقت الحاضر

## روابط خارجية
- الموقع الرسمي